# コミラボ
コミラボ（ComiLabo）は、ペイントソフトであるopenCanvasを手掛ける株式会社PGNによって販売された漫画制作ソフト。
COMICWORKS NEO（コミックワークスネオ）と同じくmdiappのOEM版である。低価格でありながら、デリータースクリーンのトーンデータを収録し、3Dパースなど漫画制作に便利な多くの機能を搭載している。英語版ではMangaLaboの名称で販売。
2017年11月にコミラボの販売を終了し、新バージョンは漫画・イラスト作成ソフトmdiapp+ SEとしてSTEAMで販売を行っていた。

## 主な使用者
- 宇河弘樹